# Al Hibbler
Albert George "Al" Hibbler (Tyro, 16 de agosto de 1915 - Chicago, 24 de abril de 2001) fue un barítono estadounidense, que cantó en la orquesta de Duke Ellington, antes de comenzar una exitosa carrera como solista. Algunas de las canciones de Hibbler se consideran pertenecientes al género musical Rhythm and blues, pero la mayoría están consideradas como un puente entre el Rhythm and blues y la Música tradicional pop. Según The Encyclopedia of Popular Music: «Hibbler no puede ser considerado como un cantante de jazz, sino como un excepcional intérprete de canciones populares del siglo XX que pasó a trabajar con algunos de los mejores cantantes de jazz de la época».

## Primeros años
Hibbler nació en Tyro, Misisipi, Estados Unidos y era ciego de nacimiento. Cuando tenía doce años se mudó a Little Rock (Arkansas), donde asistió a un colegio para niños ciegos de Arkansas, uniéndose al coro. Después, comenzó a trabajar como cantante de blues en bandas locales, fracasando en su primera audición para Duke Ellington en 1935. Sin embargo, después de ganar un concurso de talentos en Memphis, comenzó a trabajar con Dub Jenkins y sus compañeros, Jenkins era un popular saxofonista y líder de banda de Memphis. Más tarde se unió a una banda liderada por Jay McShann en 1942, y al año siguiente se unió a la orquesta de Ellington, sustituyendo a Herb Jeffries.

## Carrera musical
Permaneció en la orquesta de Ellington durante ocho años. Aunque el estilo de Hibbler fue considerado como educado, sobre-declarado, lleno de indosincrasia y extraña pirotecnia vocal, se le considera como uno de los mejores vocalistas de Ellington. Mientras trabajaba con Ellington, Hibbler ganó el premio New Star de la revista Esquire en 1947 y el premio de la revista Down Beat como mejor vocalista de la banda en 1949.
Hibbler dejó la banda de Ellington en 1951, después de una disputa sobre su salario. Después, comenzó a grabar con varias bandas, como la de Johnny Hodges y la de Count Basie, y para varias discográficas como Mercury Records y Norgran, subsidiaria de Verve Records, para la cual realizó un LP, Al Hibbler Favourites, en 1953. En 1954 realizó un álbum más exitoso, Al Hibbler Sings Duke Ellington, y en 1955 empezó a grabar con Decca Records, teniendo un éxito inmediato. Su mayor hit fue Unchained Melody, que alcanzó el puesto número 3 en los charts de pop de Estados Unidos, vendió más de un millón de copias y fue galardonada con un disco de oro. Su éxito le llevó a aparecer numerosas veces en la radio, como en el programa de radio de la NBC, Monitor. Otros hits fueron He (1955),  "11th Hour Melody" y  "Never Turn Back" (ambos en 1956). After the Lights Go Down Low (también en 1956) fue su último hit.

## Activismo
A finales de la década de 1950 y la década de 1960, Hibbler se convirtió en un activista por los derechos civiles y políticos, participando en protestas y siendo arrestado en 1959 en Nueva Jersey y en 1963 en Alabama. La notoriedad de este activismo desalentó a las grandes compañías discográficas a trabajar con él, pero Frank Sinatra le apoyó y firmó un contrato con su compañía discográfica, Reprise Records. Sin embargo, Hibbler realizó muy pocas grabaciones después, cantando en algunas ocasiones en directo durante la década de 1990. En 1971, Hibbler cantó dos canciones en el funeral de Louis Armstrong.  En 1972 grabó un álbum con otro cantante ciego, Roland Kirk.

## Muerte
Murió en el Holy Cross Hospital de Chicago en 2001, a la edad de 85 años. Está enterrado en el Lincoln Cemetery en Blue Island, Illinois.